# 首尔中央圣院
首尔中央圣院（韓語：서울중앙성원），又稱首爾中央清真寺，是一座建于韓國首爾特別市龙山区梨泰院的清真寺，于1976年建成开幕。该清真寺提供英语、阿拉伯语、韩语礼拜。在每个星期五下午1时的聚会，总会吸引超过800名教徒前来，而他们多数均是阿拉伯人、印度人、巴基斯坦人和土耳其人等外國移工。
由于本寺是首爾唯一一座大型清真寺，因此在九一一袭击事件发生之前，未有反伊斯蘭教情緒前，曾是不少韩国人周末的游览景点之一。

## 外部連結
- Korea Muslim Federation Up to date news (Korean and English)
- Religious Services in Seoul
- Mosques in Korea